# اومبوین
اومبوین (به انگلیسی: Ombuin) با فرمول شیمیایی C۱۷H۱۴O۷ یک ترکیب شیمیایی با شناسه پاب‌کم ۵۳۲۰۲۸۷ است. که جرم مولی آن ۳۳۰٫۲۹ g/mol می‌باشد. 